# Bakonyi Marcell
Bakonyi Marcell (Győr, 1980. december 22. –) magyar operaénekes, magánénekes (basszbariton).

## Életpályája
Szülővárosában kezdett el énekelni Pintér Ferencnél. A Weiner Leó Konzervatóriumban tanult Ercse Margitnál. 2002–2007 között a stuttgarti zeneművészeti főiskolán tanult, ahol Hamari Júlia oktatta. 2004-ben a Rheinsbergi Operafesztiválon is szerepelt. Tanulmányai után a Heidelbergi Színházhoz került, majd egy évvel később a Zürichi Operastúdió tagja lett. 2009-ben a Schwetzingeni Ünnepi Játékokon is részt vett. 2009–2013 között a Salzburger Landestheater tagja volt. 2011-ben debütált a Magyar Állami Operaházban. 2012-ben az Oslói Operaházban lépett fel. 2016–2017 között a Nürnbergi Színház tagja volt.
Olyan karmesterekkel dolgozott mint például Nello Santi, Carlo Rizzi és Ingo Metzmacher.

## Szerepei
- Erkel Ferenc: Bánk bán – II. Endre, magyar király
- Verdi: Simon Boccanegra – Pietro
- Puccini: Bohémélet – Colline
- Mozart: Don Giovanni – Masetto
- Strauss: Salome – V. zsidó
- Bizet: Carmen – Escamillo
- Verdi: A trubadúr – Ferrando
- Tallér Zsófia: Leánder és Lenszirom – Leánder
- Mozart: A varázsfuvola – II. őrtálló
- Erkel Ferenc: Hunyadi László – Czillei Ulrik
- Mozart: Figaro házassága – Figaro
- Rossini: Olasz nő Algírban – Musztafa
- Gershwin: Porgy és Bess – Porgy
- Bach: Örömünnep – Közreműködő
- Wolf: A kormányzó – Juan Lopez
- Puccini: A Nyugat lánya – Ashby
- Kodály Zoltán: Budavári Te Deum – Szóló
- Puccini: Tosca – Cesare Angelotti
- Novara: Fantasio – Marinoni
- Testoni: Fortunio – Landry
- Bach: Máté passió – Basszus
- Monteverdi: Poppea megkoronázása – Otho

## Díjai
- bécsi Klassik Mania verseny – Különdíj (2007)
- római Rolando Nicolosi Énekversenyen - 1. díj (2011)
- Oláh Gusztáv-emlékplakett (2018)[5]
- Magyar Bronz Érdemkereszt (polgári tagozat, 2019)[5]